# NGC 3329
NGC 3329 (NGC 3397) é uma galáxia espiral (Sb) localizada na direcção da constelação de Draco. Possui uma declinação de +76° 48' 35" e uma ascensão recta de 10 horas, 44 minutos e 39,0 segundos.
A galáxia NGC 3329 foi descoberta em 2 de Abril de 1801 por William Herschel.